# غراهام غرين (ممثل)
غراهام غرين (بالإنجليزية: Graham Greene)‏ ممثل كندي من مواليد 22 يونيو 1952.

## مواقع خارجية
- غراهام غرين على موقع IMDb (الإنجليزية)
- غراهام غرين على موقع ألو سيني (الفرنسية)
- غراهام غرين على موقع أول موفي (الإنجليزية)
- غراهام غرين على موقع قاعدة بيانات الأفلام السويدية (السويدية)
- غراهام غرين على موقع إن إن دي بي (الإنجليزية)
- غراهام غرين على موقع قاعدة بيانات الفيلم (الإنجليزية)
- غراهام غرين على موقع كينوبويسك (الروسية)